# Собор Усіх Святих (Лондон)
Грецька православна кафедральна церква Усіх Святих (англ. Greek Orthodox Cathedral Church of All Saints) — колишній англіканський, нині православний храм Константинопольського патріархату, розташований в лондонському районі Камден-Стріт, Англія.

## Історія
Церква була побудована у 1822–1824 роках за проєктом архітекторів Вільяма та Генрі Інвудів і спочатку носила назву Камденська каплиця. Це була доволі велика будівля з жовтої товарної цегли, східна і західна частина якої була облицьована портлендським камінням. Західний фасад з напівкруглим портиком в антах було оздоблено великими рефленими колоннами. Кругла вежа над портиком імітувала хорегічний монумент Лісікрата в Афінах. Інтер'єр мав плоску стелю з галереєю з трьох сторін, які підтримували іонічні колонни. Загалом, дизайн храму отримав позитивні відгуки від тогочасних критиків.
У 1852 році храм став незалежною парафіяльною церквою. На початку XX століття кількість прихожан-англікан суттєво зменшилась, через будівництво у 1881 році нової Церкви Святого Михаїла в тому ж районі, і церкву передали в користування грецькій діаспорі Лондона. У 1920 році церкву перейменували на честь Усіх Святих.
У 1991 році церква отримала статус собору.